# Swedish Open 1956
Die Swedish Open 1956  fanden vom 21. bis zum 22. Januar 1956 in Göteborg statt. Es war die erste Austragung dieser internationalen Meisterschaften von Schweden im Badminton.

## Titelträger
| Disziplin    | Sieger                                   |
| ------------ | ---------------------------------------- |
| Herreneinzel | Leif Ekedahl                             |
| Dameneinzel  | Aase Schiøtt Jacobsen                    |
| Herrendoppel | Berndt Dahlberg Bertil Glans             |
| Damendoppel  | Anni Jørgensen Kirsten Thorndahl         |
| Mixed        | Jørgen Hammergaard Hansen Anni Jørgensen |

## Finalresultate
| Disziplin    | Sieger                                   | Finalist                            | Ergebnis           |
| ------------ | ---------------------------------------- | ----------------------------------- | ------------------ |
| Herreneinzel | Leif Ekedahl                             | Jørgen Hammergaard Hansen           | 15:6, 15:10        |
| Dameneinzel  | Aase Schiøtt Jacobsen                    | Ulla-Britt Lagerström               | 11:6, 11:1         |
| Herrendoppel | Berndt Dahlberg Bertil Glans             | Poul-Erik Nielsen John Nygaard      | 17:14, 5:15, 15:11 |
| Damendoppel  | Anni Jørgensen Kirsten Thorndahl         | Bodil Sterner Tora Pihl             | 15:0, 15:1         |
| Mixed        | Jørgen Hammergaard Hansen Anni Jørgensen | Poul-Erik Nielsen Kirsten Thorndahl | 4:15, 15:11, 15:10 |